# Unheilig
Unheilig (în germană profan, nesfânt) este o formație de origine germană ce aparține genului Neue Deutsche Harte. A fost fondată în 1999 de către ''Der Graf'', Grant Stevens și Jose Alvarez-Brill.

## Începuturile
În 1999, împreună cu Grant Stevens (compozitor Everlasting Friends al Holsten Pilsener TV spot) și José Alvarez-Brill (Wolfsheim, Joachim Witt, De / Vision), Unheilig a fost formată de către Der Graf.
Primul single a fost Sage Ja! (Spune Da!), realizat împreună cu Bloodline Records, în 2000.În februarie 2001 melodia Phosphor debutează pe piața europeană prin Bloodline / conected Music.

## Drumul spre faimă
După câteva luni trupa a mers la festivaluri de muzică din Germania cum ar fi: Zillo Open Air , Wave-Gotik-Treffen , Doomsday Festival și Woodstage Festival înainte de a lua o pauza pentru a realiza albumul de Crăciun numit ''Frohes Fest'' (Sărbători fericite) și al treilea album numit Das 2. Gebot (A doua poruncă).Alte albume sunt: Zelluloid, Gastspiel, Moderne Zeiten (Vremuri moderne), Goldene Zeiten (Epoca de aur), și Puppenspiel (Teatrul de păpuși).

## 1999-2005
Împreună cu Grant Steven și Jose Alvarez-Brill, Der Graf lansează la sfârșitul lui 1999 melodia Sage Ja!. În februarie 2001 lansează albumul Phosphor, un amestec dinte rock-ul tradițional și cel electro.
În 2001 trupa susține un concert la festivalul Wave-Gotik-Treffen. În 2002 apare albumul
''Frohes Fest''.
Anul 2002 a adus lovituri contractuale casei de discuri a trupei, Four Rock Entertainment.Acest lucru i-a pus în fața deciziei de a continua sau a renunța. Al doilea album a apărut în 2003, Das 2. Gebot Album pe 7 Aprilie și a fost lansat în unsprezece mari orase europene. Au mai lansat albumul Schutzengel EP, cu patru piese, care a fost disponibil doar fanilor de pe internet.
La data de 23 februarie 2004 a apărut al treilea album: Zelluloid; câteva zile mai târziu au început un tur al Germaniei. Marele succes al lui Zelluloid a dus la apariția unui album mic, la dorința fanilor Freiheit a fost publicat pe 18 octombrie 2004.
În ianuarie 2005, lansează un album live Gastspiel,care nu conținea nicio melodie publicată până atunci. În același an, un DVD cu cele mai bune părți ale concertelor , clipuri video, interviuri, fotografii exclusive și un film mut numit Hidden Track.

## 2006
La data de 20 ianuarie 2006, a publicat al cincilea album de studio, Moderne Zeiten. Visele și realizarea omului sunt tema principală a albumului. Pe coperta CD-ul este jumătate din fata lui Der Graf, și un ceas, care arată 11:55.
Atunci când nevoia de creare a unui nou mini-album a devenit urgentă, fanii au fost consultați. Descărcarea de melodii a fost făcută pe 09 iunie 2006. Studiul a dat următoarele rezultate:
Astronaut (1959)
Mein Stern (1823)
Ich Alles Will (571).
Cu aceasta, Astronaut este oficial albumul Moderne Zeiten.

## 2007
În 2007 trupa a avut puține apariții în străinătate, și câteva la festivalele Wacken Open Air și Amphi.

## 2008
Realizează turnee pe baya albumului Puppenspieler.

## Discografie

### Albume
- 2001: Phosphor
- 2002: Frohes Fest
- 2003: Das 2. Gebot
- 2004: Zelluloid
- 2005: Gastspiel (Live-Doppel-CD)
- 2006: Moderne Zeiten
- 2006: Goldene Zeiten (Live-Doppel-CD)
- 2008: Puppenspiel
- 2010: Grosse Freihei

### Singleuri
- 2001: Sage Ja!
- 2001: Komm zu mir
- 2003: Maschine
- 2006: Ich will leben
- Necunoscut: So wie Du warst

### Albume scurte
- 2002: O Tannebaum
- 2003: Schutzengel
- 2004: Freiheit
- 2006: Astronaut
- 2008: Spiegelbild

### DVD
- 2005: Kopfkino
- 2008: Puppenspiel